# Beskid (Orawicko-Witowskie Wierchy)
Beskid – szczyt o wysokości 906 m, będący najdalej na północ wysuniętym wzniesieniem w masywie Orawicko-Witowskich Wierchów (w słowackim podziale fizyczno-geograficznym szczyt należy do Skoruszyńskich Wierchów). Znajduje się w ich grani głównej, którą biegnie granica między Polską i Słowacją oraz dział wód między zlewiskami Morza Czarnego i Bałtyku. Wschodnie (polskie) zbocza Beskidu opadają do koryta Czarnego Dunajca i są w zlewisku Bałtyku, zachodnie (słowackie) opadają do doliny potoku Jelešňa i znajdują się w zlewisku Morza Czarnego.
Beskid to kopulaste i bezleśne wzniesienie, całkowicie zajęte przez pola uprawne polskiej miejscowości Chochołów i słowackiej Sucha Góra. W południowe stoki Beskidu wcina się dolinka Domagalskiego Potoku. Na stokach tych znajduje się należące do Chochołowa osiedle Krowiarki, z tego też powodu na mapie Geoportalu Beskid ma drugą nazwę – Krowiarki. Po słowackiej stronie w stoki Beskidu wcina się dolinka potoku o nazwie Gruničný potok (dopływ Jelešňi).